# Koguryogravarna

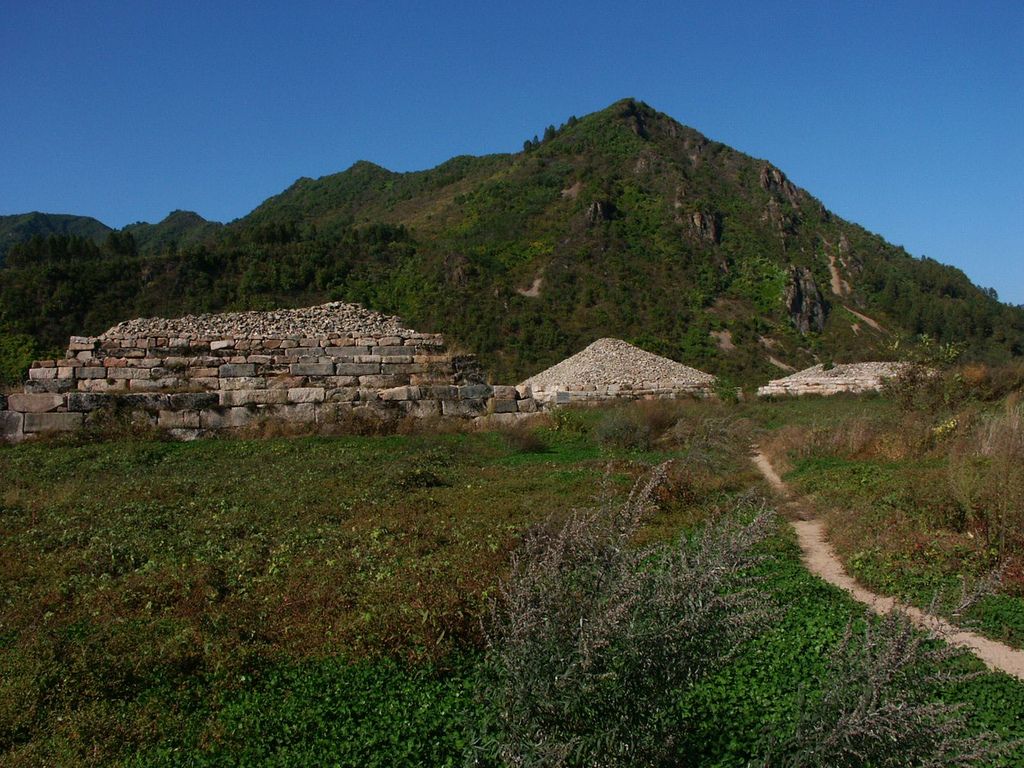

Koguryogravarna (Komplexet med Koguryogravar) ligger i Nordkorea. I juli 2004, blev de landets första världsarv. Gravområdet omfattar 30 individuella gravar från senare delen av kungariket Koguryos era, ett av Koreas tre kungariken och ligger i städerna Pyongyang och Nampo.  Koguryo var ett av de starkaste Koreanska kungarikena i det som idag är nordöstra Kina och Koreahalvön från 37 f.Kr. till 600-talet.  Kungariket grundades i dagens Nordkorea, och delar av Manchuriet i Kina kring 37 f.Kr. År 427 blev Pyongyang huvudstad i Koguryo.
Många av gravarna, såsom Anak Tomb No. 3, har väggmålningar. Gravarna är nästan det enda som finns kvar av denna kultur. Det finns totalt över 10 000 Koguryogravar, men endast ett 90-tal har väggmålningar. Världsarvet Koguryogravarna omfattar flertalet av dessa gravar. Man tror att komplexet användes som en begravningsplats för kungar, drottningar och andra medlemmar av kungafamiljen. Målningarna i gravarna ger en unik inblick i Koguryoperiodens vardagsliv.
Muralmålningarna är målade i starka färger och visar det dagliga livet och tidens Koreanska mytologi. Fram till 2005 har 70 målningar hittats, de flesta i Taedongs avrinningsområde nära Pyongyang, Anak-området i södra delen av provinsen Hwanghae och i Ji'an i den kinesiska provinsen Jilin.
Följande kriterier angavs som skäl att ge gravarna världsarvsstatus:
- Väggmålningarna är mästerverk från Koguryoperioden. Själva gravarna reflekterar sinnrika tekniska kapaciteter.
- Platsen erbjuder enastående inblick i Koguryokulturen, såväl vad gäller vardagslivet som gravskick.
- Koguryogravarna är viktiga exempel på denna begravningstypologi.

I maj 2006, upptäcktes 2 360 individuella gravar i det gamla kungariket under arbeten med Yunfengreservoaren. Ruiner efter en forntida stad hittades också. Bland ruinerna fanns en stadsmur som var 1,5 meter hög och fyra meter bred. Spår föreslog också närvaron av en vallgrav. Ett dussintal gravar hittades inom staden.